# Medvédeve
Medvédeve (en (ucraïnès): Медведеве, en rus: Медведево, Medvédevo) és un poble de la República Autònoma de Crimea a Ucraïna, que el 2014 tenia 1.707 habitants. Pertany al districte de Txornomórske.